# 136818 Selqet
136818 Selqet este o planetă minoră (asteroid) din Asteroid Aten. A fost descoperită pe 29 iunie 1997 la Goodricke-Pigott Observatory⁠(d) de Roy A. Tucker⁠(d). 
Obiectul prezintă o orbită caracterizată de o semiaxă mare de 0,93751000661856 UA, o excentricitate de 0,34645, o înclinație de 12,7713 ° în raport cu ecliptica.